# 拉胡夫卡河
49°44′23″N 19°31′50″E / 49.73972°N 19.53056°E
拉胡夫卡河是波蘭的河流，位於該國東南部，處於小波蘭省，屬於斯特雷沙夫卡河的左支流，河道全長13公里，流域面積80平方公里。